# Софіївка (Охтирський район)
Софі́ївка —  село в Україні, у Чупахівській селищній громаді Охтирського району Сумської області. Населення становить 13 осіб. Орган місцевого самоврядування — Чупахівська селищна рада.

## Географія
Село Софіївка знаходиться на правому березі річки Ташань, вище за течією на відстані 2,5 км розташоване село Оленинське, нижче за течією на відстані 2,5 км розташоване село Комиші, на протилежному березі - село Перелуг. Примикає до села Лимареве. Через село проходила залізнична гілка.